# Jagiellonia Białystok w sezonie 1937/1938

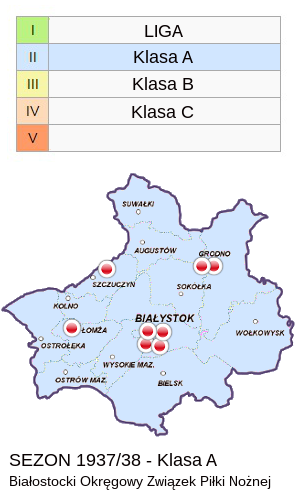
BOZPN - Zespoły występujące w Klasie A w sezonie 1937/38

WKS Jagiellonia Białystok przystąpiła do rozgrywek Klasy A BOZPN.

## II poziom rozgrywek piłkarskich
Sezon 1937/1938 był ostatnim przedwojennym występem Jagiellonii w A klasie. Jagiellonia wycofała się w trakcie rozgrywek, a wszystkie jej mecze anulowano. Podawanym powodem wycofania były trudności finansowe klubu. Problem finansowy nie dotyczył tylko Jagiellonii, inne zespoły w okręgu białostockim także musiały się wycofać bądź zostać karnie zdegradowane.
Jagiellonia jako klub funkcjonowała dalej, ale bez sekcji piłki nożnej. Większość piłkarzy zasiliła inny białostocki klub Strzelec Białystok, który w przyszłym sezonie 1938/1939 wystąpił w klasie A zajmując w niej 3 miejsce. W praktyce następny sezon 1938/1939 był ostatni sezon przed wybuchem wojny, która radykalnie zmieniła kształt piłki nożnej w regionie. Przede wszystkim pożegnaliśmy się z wielokrotnymi mistrzami białostockiego okręgu WKS Grodno, które to po wojnie znalazły się poza granicami Polski.

## Końcowa Tabela – Klasa A (Okręg białostocki)
| Lp. | Drużyna                     | M  | Z  | R | P  | Bramki | Bramki | Różn. | Pkt. | Uwagi         |
| --- | --------------------------- | -- | -- | - | -- | ------ | ------ | ----- | ---- | ------------- |
| 1   | WKS Grodno                  | 12 | 11 | 1 | 0  | 57     | 10     | +47   | 23   | elim.do Ligi  |
| 2   | Makabi Grodno               | 12 | 7  | 2 | 3  | 26     | 19     | +7    | 16   |               |
| 3   | ŻKS Makabi Białystok        | 11 | 6  | 2 | 3  | 25     | 17     | +8    | 14   |               |
| 4   | Ognisko Białystok           | 11 | 5  | 2 | 4  | 20     | 14     | +6    | 12   |               |
| 5   | Warmia Grajewo              | 10 | 4  | 1 | 5  | 26     | 16     | +10   | 9    |               |
| 6   | Hapoel Białystok            | 12 | 2  | 2 | 8  | 14     | 56     | -42   | 6    | Spadek kl.B   |
| 7   | ŁKS Łomża W                 | 12 | 0  | 0 | 12 | 0      | 36     | -36   | 0    | Klub wycofany |
| 8   | WKS Jagiellonia Białystok W | 0  | 0  | 0 | 0  | 0      | 0      | 0     | 0    | Klub wycofany |

- Tabela niekompletna, najprawdopodobniej nie rozegrano 2 meczów.
- ŁKS Łomża za nie uregulowane składki został wykluczony z rozgrywek, wszystkie ich mecze zweryfikowano jako walkower 0:3.
- WKS Jagiellonia Białystok wycofał się z rozgrywek, wszystkie mecze anulowano.
- Z klasy B awansowały Strzelec Białystok, Makabi Łomża, Cresovia Grodno.